# Una décima de segundo
Una décima de segundo es el título de una canción del grupo español Nacha Pop, publicada en 1984, en formato EP.

## Descripción
Considerada una de las mejores composiciones de Antonio Vega, con fondo de balada que se inicia solo con voz y guitarra, para introducir seguidamente el resto de instrumentos, destacando el potente acompañamiento de batería. La letra no es sino una disgresión poética sobre matemáticas, física y astronomía, temas todos ellos que apasionaban al autor en su vida privada.
El mismo EP incluye una segunda versión del tema, con la voz de Vega y acompañamiento al piano de Teo Cardalda (en ese momento miembro de la banda Golpes Bajos).
El tema ha sido clasificado por la revista Rolling Stone en el número 54 de las 200 mejores canciones del pop rock en español, según el ranking publicado en 2010.

## Versiones
Entre otros, la canción ha sido versionada por Luz Casal en el álbum III, editado el mismo año del lanzamiento de la canción, Cómplices en el álbum Ese chico triste y solitario (1993), Sole Giménez en su LP Pequeñas cosas (2010) o Enrique Bunbury en el álbum homenaje a Antonio Vega El alpinista de los sueños (2010), así como la banda mexicana Flans (1990) y la española Viva Suecia.